# ترومبوز سینوس وریدی مغزی
ترومبوز سینوس وریدی مغزی (به انگلیسی: Cerebral venous sinus thrombosis) یا به‌اختصار CVST؛ به وجود ترومبوز یا یک لخته خون در سینوس‌های سیاهرگی سخت‌شامه که وظیفه تخلیه خون از مغز را به عهده دارند گفته می‌شود. علائم ممکن است شامل سردرد، بینایی غیرطبیعی یا هرکدام از علائم سکته مغزی مانند ضعف در عضلات صورت یا اندام‌ها به شکل غیر قرینه یا تشنج باشد. تشخیص این عارضه معمولاً به وسیله سی‌تی اسکن یا ام‌آرآی با یا بدون استفاده از ماده حاجب پرتونگاری برای مشخص شدن انسداد ناشی از ترومبوز در عروق انجام می‌گیرد.
درمان با استفاده از داروهای ضدانعقاد خون (داروهایی که مانع تشکیل لخته خون می‌شوند) یا استفاده از داروهای از بین برنده لخته موسوم به ترومبولیز انجام می‌شود. با توجه به این که معمولاً یک علت اصلی برای بیماری وجود دارد، ممکن است آزمایش‌های تکمیلی برای مشخص شدن علت انجام شود. این عارضه ممکن است باعث افزایش فشار داخل جمجمه شود که برای درمان آن نیاز به جراحی و قرار دادن شانت لازم است.